# Le Thillot
Le Thillot là một xã ở tỉnh Vosges, vùng Grand Est, Pháp. Xã này có diện tích km² dân số năm 1999 là người. Xã này nằm ở khu vực có độ cao từ 468–950 m trên mực nước biển. 
Người dân địa phương danh xưng tiếng Pháp là Thillotins.